# Exalphus foveatus
Exalphus foveatus es una especie de escarabajo longicornio del género Exalphus, tribu Acanthoderini, subfamilia Lamiinae. Fue descrita científicamente por Marinoni & Martins en 1978.
La especie se mantiene activa durante los meses de mayo, julio, agosto, septiembre y octubre.

## Descripción
Mide 9,4-10 milímetros de longitud.

## Distribución
Se distribuye por Bolivia, Brasil, Guayana Francesa y Panamá.